# Masau Leten
Masau Leten (ehemals indonesisch Masau Atas, deutsch „Ober-Masau“) ist ein Ortsteil der osttimoresischen Landeshauptstadt Dili. Er liegt im Norden des Sucos Becora (Verwaltungsamt Cristo Rei, Gemeinde Dili) und entspricht in etwa der Aldeia Maucocomate, die 2015 eine Einwohnerzahl von 1414 hatte.
Masau Leten befindet sich im nördlichen des dreigeteilten Territoriums Becoras und liegt dort im Norden. Südlich verläuft die Avenida de Becora und nördlich das Flussbett des Benamauc, ein Quellfluss des Mota Claran. Beide Flüsse führen aber außerhalb der Regenzeit kein Wasser. Östlich liegt der Suco Camea.
In Masau Leten steht der Pfarrsaal der Herz-Jesu-Kirche von Becora, die sich auf der anderen Straßenseite der Avenida de Becora befindet.